# 서바르샤바군

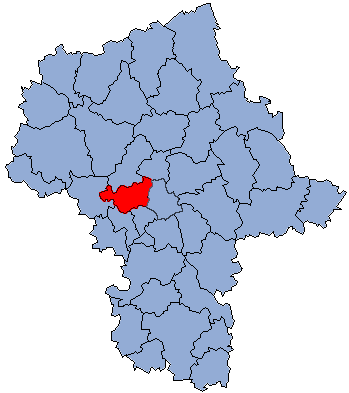
마조프셰주 지도에 표시된 서바르샤바군의 위치

서바르샤바군(폴란드어: powiat warszawski zachodni)은 폴란드 마조프셰주에 위치한 군으로 군청 소재지는 오자루프마조비에츠키이며 면적은 532.99km2, 인구는 117,783명(2019년 기준), 인구 밀도는 220명/km2이다.
북쪽으로는 노비드부르군, 레기오노보군, 동쪽으로는 바르샤바시, 남쪽으로는 프루슈쿠프군, 남서쪽으로는 그로지스크군, 서쪽으로는 소하체프군과 접한다. 7개 지방 자치체(3개 도시형 농촌, 4개 농촌)를 관할한다.

군기
군 문장